# 貓掌燒
貓掌燒（日语：猫の手焼き、猫手焼)，又名喵掌燒，是一種源自台灣台北市的蛋糕。貓掌燒以麵粉、砂糖、雞蛋、牛奶與植物油等為材料，所作成貓掌形狀的蛋糕，其餅皮蛋糕技術传自日本，其名衍生自鯛魚燒、今川燒、人形燒。

## 外部連結
- 寶弟放閃早有證據！帶「長髮熱褲妹」吃貓掌燒打卡洩愛
- 台南正夯「喵掌燒」雞蛋糕　滿足貓奴對肉球的愛！